# シイ

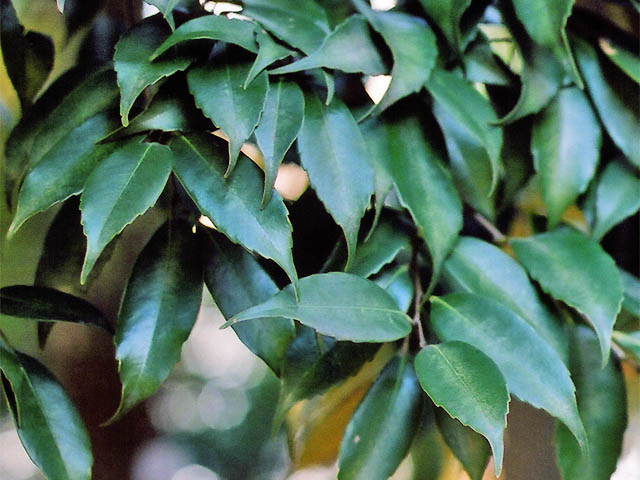
スダジイの葉

シイ（椎）は、ブナ科クリ亜科 (Castaneoideae) シイ属 (Castanopsis) の樹木の総称である、シイ属は主にアジアに約100種類が分布、日本はこの属の分布北限となり2種が自生する。ほかに日本ではシイ属に近縁のマテバシイ属 (Lithocarpus) のマテバシイ (Lithocarpus edulis) もこの名で呼ばれている。ブナ科に属し、果実はいわゆるドングリに含まれるが、食用に適しているため、個別に『椎の実』と俗称される。

## 名称
シイに当てられている漢字の「椎」は、スイと読まれるのが訛って使われたとされる。柯（木へんに可）は中国のシイの一種に当てられている漢字であるといわれ、本来は日本語でも「柯」と書くべきだという主張もあったが、現代日本語では椎と書いてシイと読むのが一般化している。
シイの語源については、葉に飯を「敷く」あるいは「敷き」から来たという説もある。しかし、皿代わりとするにはそれほど葉は大きくないので、この説に懐疑的な見方もなされている。
シイ属ではないマテバシイ属のマテバシイも単に「シイ」とよばれることもあるが、別にマテバガシ、トウジイなどの呼び名もある。

## 特徴
全てが常緑の高木であり、雌雄同株。葉は2列配列で基部は歪型で星状毛または鱗片があり、多くの種に鋸歯がある。花は雌雄別花序で、雄花は腋生の尾状花序で、雌花は腋生の穂状花序で花序の軸に1個ずつ、または3個ないし7個ずつつく、花柱は棍棒状で1本あるいは3本、退化した雄しべが10 - 12個ある。シイは雄花と雌花がつく枝が分かれていて、上部の枝に雄花の花序、下部の枝に雌花の花序だけがつく。堅果は翌年に熟し、一つの枝に数個が並ぶ。殻斗に全てあるいは中央部以下を包み込まれている。カシ類の多くが風媒花で花びら等を持たないのと同じ構造であるが、シイの雄花は枝先に密生し全体が黄色に明るく色づく虫媒花で、近縁のクリ属の雄花に似た生臭い香りが強く昆虫がよく集まる。
多くの種の果実は、3つの堅果がクリ属のようにイガの密生した殻斗に包まれる。インドグリ (Castanopsis argentea) は殻斗を含めクリそのもののような果実をつけ、葉も常緑ではあるものの落葉樹的な形質を持っている、他にも海外産のシイ属にはこのような種が多く存在する。このことからシイ属は“栗に似た樫”という意味からクリガシ属の別名がある、属の学名である Castanopsis もクリに似たものという意味である。また、北米に2種あるトゲガシ属 Chrysolepis はかつてシイ属であったが、イガのある殻斗が最初から割れていること、中身の複数の堅果が一つずつ殻斗片で仕切られている点から現在は別属とされる。

## 日本のシイ属
日本のシイ属には、以下の2種が分布している。両者は共通点が多く、また交雑により区別が困難な場合や、中間と思われるものもある。両種とも暖帯の平地における普通種で、琉球列島・九州から本州（福島・新潟県以西）にかけての照葉樹林の代表的構成種で照葉樹林で多く見られ、また都市部でも神社などによく残っている。また、大きいものは25メートル (m) にも達する大木となる。大木では樹冠が丸く傘状になる。葉は同じブナ科の常緑樹であるカシ類と比べ小さめで、つやのある深緑、やや卵形で先端が伸びた鋭尖頭、全縁あるいは弱い鋸歯がある、また葉の裏は金色がかって見える。花期は5 - 6月。果期は翌年の10月。果実は完全に殻斗につつまれて2年目に熟し、それが裂けて外に出る。果実はいわゆるドングリ（堅果）であるが、やや小型で色が黒く、お尻の白い部分との境の段差が、ややはっきりしない。殻を割ると中の種子は白く、生で食べるとやや甘みがある。
- ツブラジイ（コジイ、C. cuspidata）- 関東以西に分布する。果実は球形に近く、スダジイに比べ小さい。
- スダジイ（ナガジイ、イタジイ、C. sieboldii）- シイ属の中では最も北に進出してきた種であり、大きな木では、樹皮に縦の割れ目を生じる。福島県、新潟県の佐渡島まで生育地がある、果実は細長い。琉球諸島のスダジイを区別して亜種オキナワジイ (C. sieboldii ssp. lutchuensis) とする場合がある。沖縄では伝統的にイタジイの名が和名として用いられてきた。両者が共存する地域では、スダジイが海岸近くに、ツブラジイが内陸に出現することが多い。

両種の果実は冬芽が扁平で芽鱗が2列に配列し、殻斗の表面にはイボ状の突起がある、この点は海外に産するシイ属の多くの種と異なっており、特殊な形態である、かつて日本産のシイ類および近似種をシイ属Shiia、その他、海外産の多くのシイ類をクリガシ属Castanopsisとして分離させることもあった（現在はCastanopsisに統合されている）。

## 人との関わり

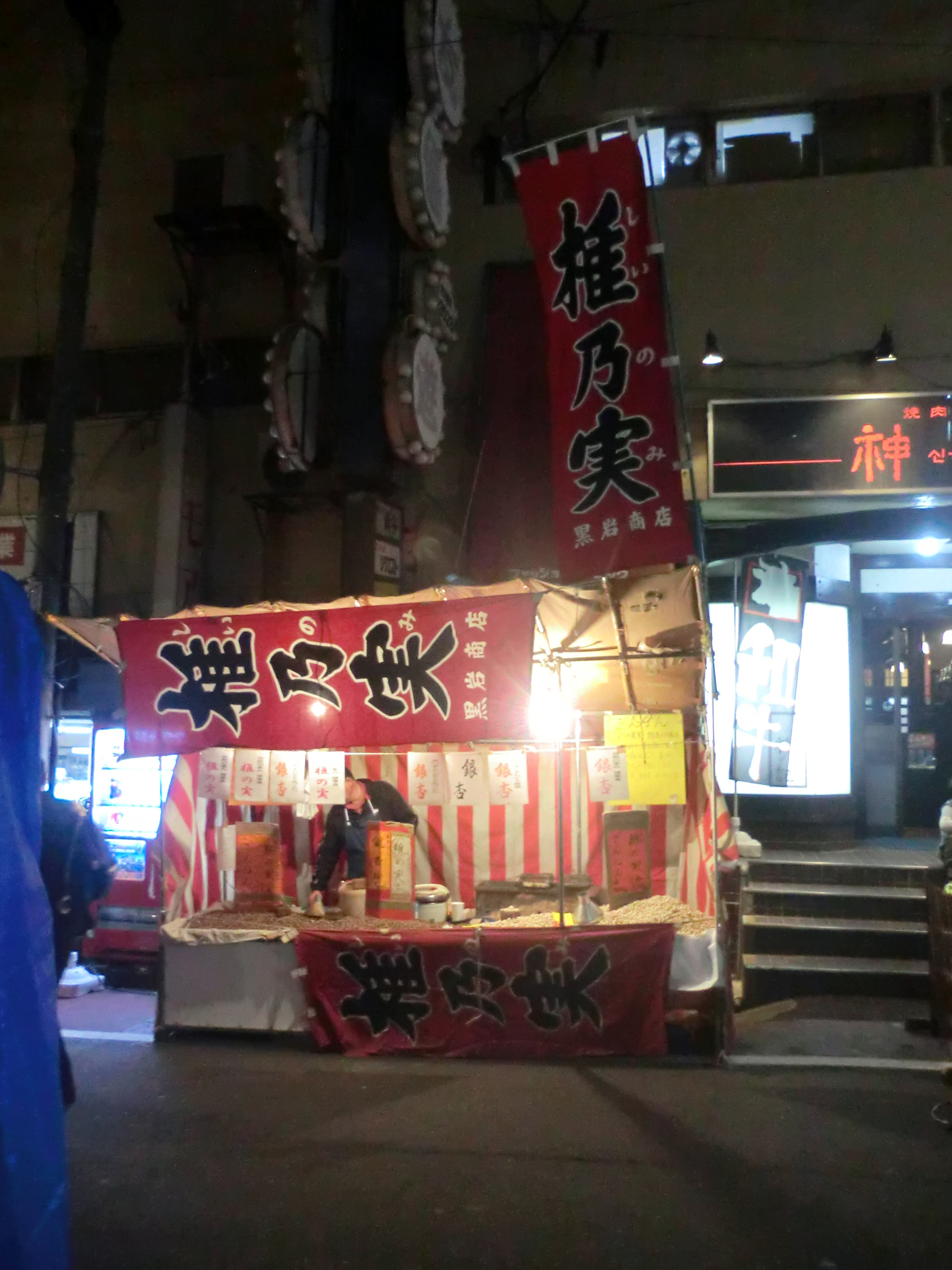
北九州市八幡の起業祭の縁日（2007年）

シイの果実、すなわち「椎の実」は、縄文時代にはクリに次いで重要な食料であったといわれている。近年では子供のおやつに用いられた。現在でも博多の放生会や八幡（北九州市）の起業祭といったお祭りでは煎った椎の実が夜店で売られている。かつては、九州などの街角でも煎って売られていた。
生でも食べられるが、軽く煎って食べることが多い。紙袋に入れて電子レンジで加熱するのもよい。食べるにあたってはまず水で洗い、浮いてきた虫食いの実を捨ててから用いる。
材（特にスダジイ）は建材の他、シイタケ栽培用のホダ木として用いられる。樹皮にはタンニンが多く、布を黒く染める染料になる。
暖帯においては、身近な里山の樹木として、現在まで親しまれている。照葉樹林の重要な構成種であるが、伐採などにも強く、人間による軽微な攪乱（かくらん）があると、シイの純林に近いものが生じやすい。攪乱がなく放置されればタブノキなどの樹木が侵入して、より複雑な森林になるものと考えられる。
万葉集巻二に、反逆罪で捕らえられた有間皇子が護送中に詠んだ「家にあれば笥に盛る飯を草枕旅にしあれば椎の葉に盛る」という歌が収録されている。ただし椎の葉は飯を盛るには余りに小さすぎるため、スダジイかマテバシイではないかとの説もある

## 市（区町村）の木に指定している日本の自治体
- 東京都中野区
- 東京都目黒区
- 神奈川県横浜市
- 神奈川県伊勢原市
- 茨城県石岡市
- 和歌山県有田市
- 埼玉県三郷市
- 東京都三宅村